# Sonate K. 355
La sonate K. 355 (F.303/L.S.22) en fa majeur est une œuvre pour clavier du compositeur italien Domenico Scarlatti.

## Présentation
La sonate K. 355 en fa majeur, notée Allegro, forme la seconde d'un couple avec la sonate précédente. La progression se fait par séquences régulières de quatre mesures et à la main gauche une note par temps.

## Manuscrits
Le manuscrit principal est le numéro 30 et dernier du volume VII de Venise (1754), copié pour Maria Barbara ; les autres sont Parme IX 6 et Münster II 6.

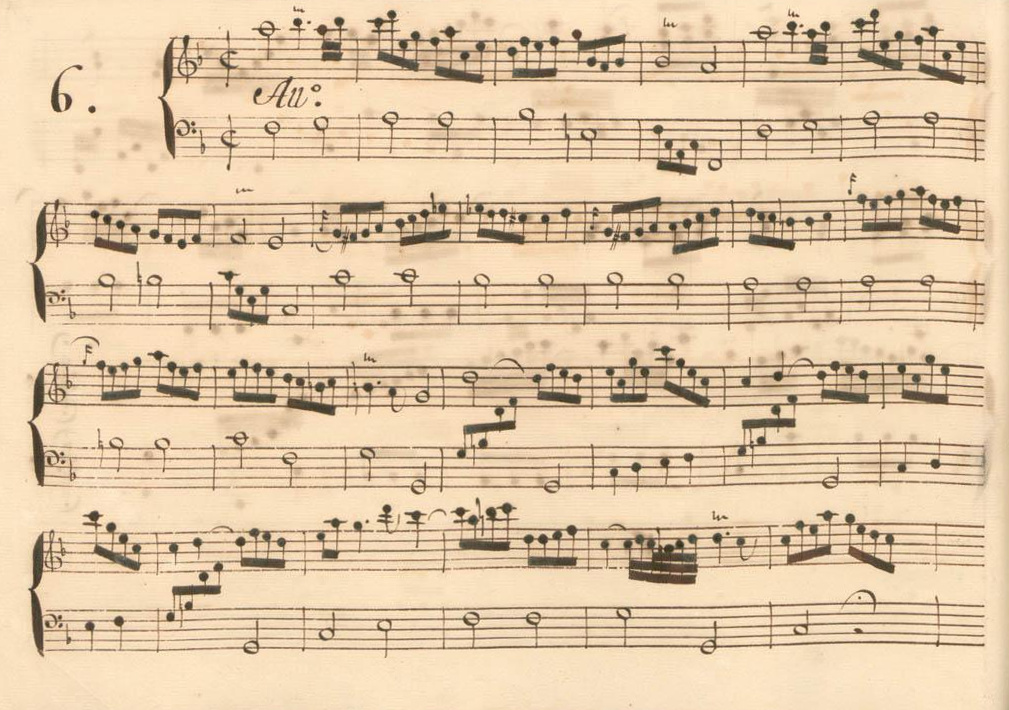
Parme IX 6.
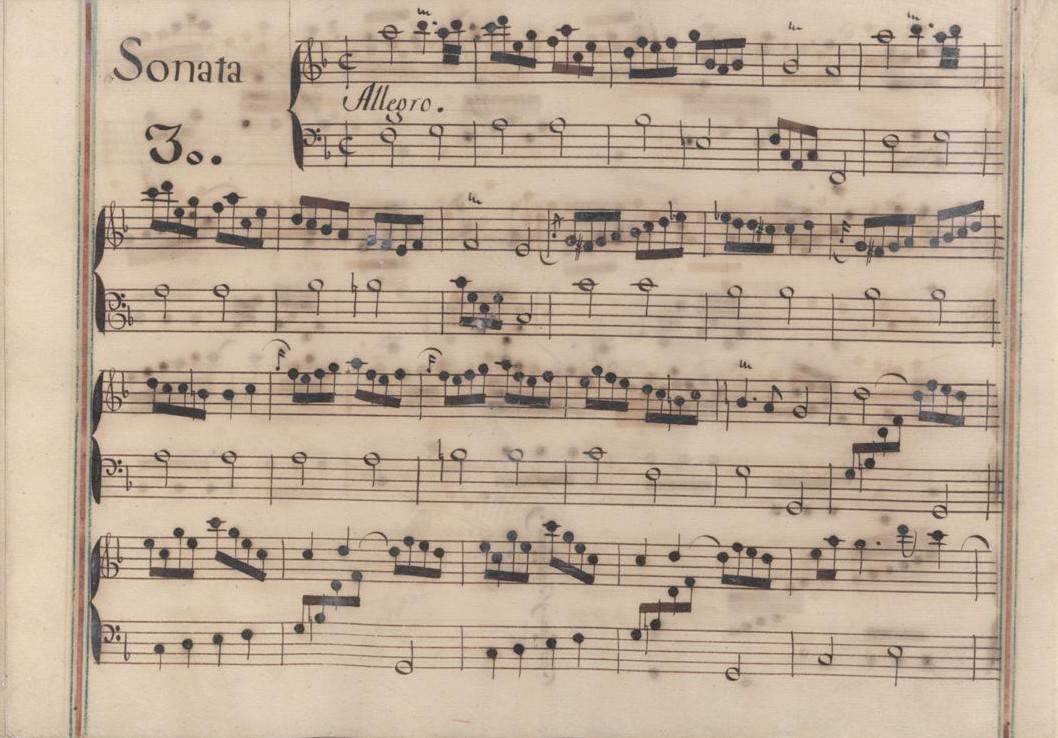
Venise VII 30.

## Interprètes
La sonate K. 355, peu jouée, est défendue au piano par Carlo Grante (2013, Music & Arts, vol. 4) et Sean Kennard (2017, Naxos) ; au clavecin, elle est enregistrée par Scott Ross (1985, Erato), Richard Lester (2003, Nimbus, vol. 3) et Pieter-Jan Belder (Brilliant Classics, vol. 8).

## Sources
: document utilisé comme source pour la rédaction de cet article.
- Ralph Kirkpatrick (trad. de l'anglais par Dennis Collins), Domenico Scarlatti, Paris, Lattès, coll. « Musique et Musiciens », 1982 (1re éd. 1953 (en)), 493 p. (ISBN 978-2-7096-0118-4, OCLC 954954205, BNF 34689181).
- Alain de Chambure, « Domenico Scarlatti : Intégrale des sonates — Scott Ross », p. 213, Erato (2564-62092-2), 1985 (OCLC 891183737) .